# スミス (DD-17)
|          |                                      |
| 艦歴     |                                      |
| 発注     |                                      |
| 起工     | 1908年3月18日                        |
| 進水     | 1909年4月20日                        |
| 就役     | 1909年11月26日                       |
| 退役     | 1919年9月2日                         |
| その後   | 1921年12月20日にスクラップとして売却 |
| 除籍     |                                      |
| 性能諸元 |                                      |
| 排水量   | 700トン                              |
| 全長     | 293 ft 10 in (90 m)                  |
| 全幅     | 26 ft 5 in (8.1 m)                   |
| 吃水     | 10 ft 7 in (3.2 m)                   |
| 機関     |                                      |
| 最大速   | 31ノット (57 km/h)                   |
| 乗員     | 士官、兵員89名                       |
| 兵装     | 3インチ砲5門 18インチ魚雷発射管6門   |

スミス (USS Smith, DD-17) は、アメリカ海軍の駆逐艦。スミス級駆逐艦の1番艦。艦名はジョセフ・B・スミス大尉に因む。

## 艦歴
スミスは1908年3月18日にペンシルベニア州フィラデルフィアのクランプ造船所で起工した。1909年4月20日にエドワード・ブリッジ・リチャードソン夫人によって命名、進水し、1909年11月26日に艦長D・F・ボイド少佐の指揮下就役する。
就役後スミスは大西洋水雷艦隊に配属され、3年間の現役勤務後、1912年10月に予備役となる。1915年12月に乗員数を減じられたまま限定的に再就役し、マサチューセッツ州ボストン沖での中立パトロールを始める。1915年12月10日にルイジアナ州ニューオーリンズに到着し、海軍補助予備役兵の補充任務に当たった。1916年2月12日にフロリダ州キーウェストに到着、2月15日にニューヨークに到着し、補充任務を継続した。
戦況が切迫したまま、スミスは1917年4月1日にニューヨーク州ノースリバーでの停泊を命じられ、税関長の支援としてニューヨークのドイツ船が逃亡もしくは自沈するのを妨げる任務に当たった。4月4日にニューヨークを出航し、4月10日から5月14日まで東海岸沿いに偵察部隊と共に作戦活動に従事した。4月17日に潜航する潜水艦を確認したと報告、続いて魚雷の航跡が艦首を横切るのを目撃した。しかしながら、双方とも損害は生じなかった。スミスは5月17日から7月16日までチャールストン海軍造船所でオーバーホールを行い、その間現役任務を離れた。
スミスは7月16日にサウスカロライナ州チャールストンを出航し、7月18日から20日までバミューダで停泊した後、7月26日から10月5日までアゾレス諸島で偵察巡航を行った。10月20日にフランスのブレストに到着、その後終戦までスミスはブレスト西方800kmの海域で、東向きおよび西向きの船団を護衛し、潜水艦の脅威からそれらを守った。スミスの護衛任務の大半は何事もなく、幾度か潜水艦と疑われる影を観測したものの、戦闘を行うことはなかった。しかしながら、雷撃を受けた輸送船の救助に2度参加した。1918年5月31日、プレジデント・リンカーン (USS President Lincoln) の生存者240名を救助し、彼らを港へ送る途中、6月1日に潜水艦に対して攻撃を行ったものの成功しなかった。7月1日にはコヴィントン (Covington) の生存者を救助した。僚艦の駆逐艦は2隻を潜水艦の攻撃から守るため高速で囲んだ。
スミスは1918年9月16日から11月3日までイギリスで修理を受ける。終戦後は1919年3月7日から4月2日までブレストに停泊した。1920年2月28日に売却の命令が出されたが、建造・修理局からの駆逐艦、潜水艦、戦艦を爆撃実験に使用するという要請に基づいて6月9日に売却命令は取り消された・9月18日にスミスは試験のため戦艦インディアナ (USS Indiana, Battleship No. 1) 、潜水艦 G-1 (USS G-1, SS-19½) と共にチェサピーク湾に停泊し、試験は11月5日に完了した。その後スミスはフィラデルフィアに牽引され、1921年7月20日に再び爆撃目標に指定されたが、1921年12月20日にフィラデルフィアのジョセフ・G・ヒトナー社にスクラップとして売却された。